# (11657) Antonhajduk
(11657) Antonhajduk (1997 EN7) – planetoida z pasa głównego asteroid okrążająca Słońce w ciągu 3,47 lat w średniej odległości 2,29 j.a. Odkryta 5 marca 1997 roku.